# 利特爾法則
利特爾法則（英語：Little's law），基於等候理論，由約翰·利特爾在1954年提出。利特爾法則可用於一個穩定的、非佔先式的系統中。其內容為：
在一個穩定的系統中，長期的平均顧客人數（L），等於長期的有效抵達率（λ），乘以顧客在這個系統中平均的等待時間（W）；
或者，我們可以用一個代數式來表達：
{\displaystyle L=\lambda W}
利特爾法則可用來確定在途存貨的數量。此法則認為，系統中的平均存貨等於存貨單位離開系統的比率（亦即平均需求率）與存貨單位在系統中平均時間的乘積。
雖然此公式看起來直覺性的合理，它依然是個非常傑出的推導結果，因為此一關係式「不受到貨流程分配、服務分配、服務順序，或任何其他因素影響」。
此一理論適用於所有系統，而且它甚至更適合用於系統中的系統。舉例來說，在一間銀行裡，顧客等待的隊伍就是一個子系統，而每一位櫃員也可以被視為一個等待的子系統，而利特爾法則可以套用到任何一個子系統，也可以套用到整個銀行的等待隊伍之母系統。
唯一的條件就是，這個系統必須是長期穩定的，而且不能有插隊搶先的情況發生，這樣才能排除換場狀況的可能性，例如開業或是關廠。